# Sân bay Bornholm
Sân bay Bornholm (tiếng Đan Mạch: Bornholms Lufthavn) (IATA: RNN, ICAO: EKRN) là một sân bay tại Đan Mạch, nằm cách Rønne 5 km về phía đông nam, trên đảo Bornholm.
Sân bay này được khai trương ngày 16 tháng 11 năm 1940 và hãng Det Danske Luftfartsselskab đã bắt đầu cung cấp dịch vụ bay hàng ngày đến Copenhagen. Tuyến này đã được thay bằng Maersk Air năm 1982, hãng này sau đó là một bộ phận của Sterling Airlines - và năm 2002 Cimber Air tiếp quản tuyến bay này sau khi Maersk bị thua lỗ. Năm 2005, hãng Danish Air Transport cùng tham gia tuyến này. Hiện sân bay này có 7 chuyến đi mỗi ngày với lượng khách 190.000 mỗi năm.

## Các hãng hàng không và các điểm đến
- Bulgarian Air Charter (Bourgas) seasonal
- Cimber Air (Billund, Copenhagen)
- DAT - Danish Air Transport (Copenhagen)
- Lufthansa
  - Lufthansa Regional operated by Lufthansa CityLine (Hamburg)
- Widerøe (Oslo)